# Étang de Citis
L’étang de Citis est une étendue d'eau douce permanente, la seule parmi les étangs intérieurs situés sur la commune de Saint-Mitre-les-Remparts, Bouches-du-Rhône. Son niveau et donc sa surface sont variables. Il est aujourd'hui propriété du conservatoire du littoral.

## Géographie
Situé sur la commune de Saint-Mitre-les-Remparts, à l'est duquel s'élève un coteau boisé, cet étang est au nord de la commune. À l'ouest de ses rives se situe le domaine du Ranquet et, au sud-ouest, l'oppidum de Saint-Blaise.
De longueur variable suivant les saisons, il s'étend en moyenne sur 1,6 km pour une largeur plus stable de 0,700 km, de forme oblongue, orientée nord-sud. Il est séparé, à l'ouest de l'étang de Lavalduc, par un isthme étroit de 200 à 300 m de large, constitué d'une colline boisée qui culmine à 57 mètres. À l'est, il est séparé de l'étang de Berre par un massif qui atteint 45 m sur la route reliant Istres à Martigues et d'une largeur ne dépassant pas le kilomètre.

### Topographie
Il fait partie des cinq étangs : étang de Lavalduc, étang d'Engrenier, étang du Pourra, étang de l'Estomac et l'étang de Rassuen, occupant des dépressions d'origine éolienne.
La superficie de l'étang semble s'être modifiée au cours des temps. Bien que rapprochés, les trois étangs de Citis, Berre et Lavalduc n'ont entre eux aucune communication naturelle. À l'époque de la Statistique, en 1821, elle aurait été de 10 ha, ce qui paraît être bien peu en regard des différentes sources de remplissage. La Statistique estimait son niveau à 2 mètres au-dessus de celui de Lavalduc soit -7,52 m. André Delebecque, en 1896, donne le fond à -7,40 m, mais n'indique pas la cote de surface. Le Plan Directeur du Service de Géographie, en 1909, signale -12 m et c'est la cote retenue par Georges Denizot. Le 22 mars 1984, elle était de 8,46 m. La note sur le dessèchement de 1812 le donne à 7,5 m au-dessous du niveau de la mer.

### Hydrographie
Cet étang enfermé et imperméable a été alimenté au départ par les eaux de pluie. La facilité de faire s'écouler celles de Lavalduc dans l'étang de Citis a été matérialisée par l'ouverture d'un passage entre les deux étangs : relié par un tunnel à l'étang de Lavalduc, l'étang de Citis en recevait les eaux grâce à des vis d'Archimède. Malgré cela, l'étang est souvent à sec en été. Cette situation a donné lieu à l'établissement des Salins de Citis.

### Salinité
La salinité de l'eau n'est pas très forte aujourd'hui : l'étang est saumâtre, avec 8 à 12 g/l de sel, inférieur au taux de l'eau de mer. Il n'en fut pas toujours ainsi, puisque cet étang fut longtemps une saline. La Statistique signale que « pendant l'été, l'étang est presque à sec et il s'y forme une grande quantité  de sel qui est de mauvaise qualité ».
Pour cette raison, on a cherché à l'assécher en 1812, au moyen d'une pompe à feu, à grands frais et sans succès par une technique due à Auguste de Jessé. Ce sel fut exploité par la Société des Salins de Citis.
Citis est également relié à l'étang de Berre par un canal souterrain qui devait avoir pour but l'asséchement au temps de son exploitation comme salines. On trouve un regard de ce tunnel au bord de la route départementale no 51. Les traces de ces salines sont repérables sur les photographies aériennes prises à la verticale. Bien que le sel soit dit « de mauvaise qualité », les salines ne cessèrent leur exploitation qu'en 1925, après tous les autres étangs.

### Climat
Le climat des Bouches-du-Rhône, autour de l'étang, est un climat méditerranéen. Les précipitations sont en moyenne d'environ 500 mm d'eau par an, avec des pluies violentes au printemps et en automne. L'été y est très chaud, l'hiver est doux. Le mistral est parfois violent, avec des pointes supérieures à 100 km/h ; il souffle près de cent jours par an.

## Occupation humaine de l'étang

### De l'Antiquité auXIXesiècle
Au nord de l'étang, au lieu-dit Tour d'Aix, on trouve, en quantité, de la céramique d'époque romaine : (tuile, sigillée), ainsi que du Haut Moyen Âge. Il semblerait qu'une villa ait été implantée à cet endroit (on peut penser à une usine à saumure), malgré le sol marécageux et les nombreux moustiques.

### AuxXIXeetXXesiècles
Les activités salines ayant cessé en 1925, l'étang a été loué par son propriétaire, les Salins du Midi, à un particulier qui en a fait un vivier d'anguilles.

## Flore et faune de l'étang

### Flore
Au sud de l'étang, dans les pelouses mésophiles, ainsi qu'au contact de la roselière s'observent d'importants peuplements de Bugrane sans épine (Ononis mittissima) et Limonium duriusculum.

### Faune
Les coquillages retrouvés à Saint-Blaise au IIe siècle sont pour 90 % des moules qui pouvaient bien provenir de mytiliculture en étangs de Lavalduc, d'Engrenier ou de Citis.
Seul étang d'eau douce permanent du complexe des étangs intérieurs, il renferme un cortège d'espèces aviaires, aquatiques et paludicoles relativement diversifié : l'amphibien Pelodytes punctatus et les oiseaux Butor étoilé, Blongios nain, Tadorne de Belon, Grèbe huppé, Busard des roseaux, Martin-pêcheur d'Europe, Fuligule milouin, Hibou grand-duc, Petit-duc scops, Canard chipeau. C'est également un site d'hivernage important pour le Grèbe à cou noir (exceptionnel pour les Bouches-du-Rhône et la moitié sud de la France). Viennent s'alimenter en période d'hivernage et de transit migratoire le Grand Cormoran, des hérons, l'Aigrette et la Foulque macroule.
Différentes espèces de laridés et de Limicoles, regroupées sous l'appellation de Laro-limicoles sont également présents comme le Rollier d'Europe, le Coucou geai, le Butor étoilé, le Lézard ocellé, le Pélobate cultripède, l'Agrion de Mercure. C'est aussi une zone qu'apprécie le Flamant rose.
Dans les milieux boisés et rocheux de la forêt de Castillon surplombant l'étang, on trouve les Circaète Jean-le-Blanc, Hibou grand-duc, Petit-duc scops, Chevêche d'Athéna, Rollier d'Europe, Coucou geai et Œdicnème criard.

## Organisation administrative
- Le site a fait partie d'une série de deux acquisitions entre 2004 et 2008 par le Conservatoire du littoral[1] ;
- Dépendant de la commune de Saint-Mitre-les-Remparts ;
- l'étang est classé en Zone ZNIEFF no 13-109-104, Zone terrestre de type I. et fait partie de la Zone ZNIEFF no 13-109-100 zone terrestre de type II ;
- Zone importante pour la conservation des oiseaux (ZICO) PAC 15 ;
- L'étang est classé, et protégé selon la loi de 1930 sur les paysages et sites classés (S.C.) et inscrits (S.I.) dans l'atlas du bassin RMC, territoire de la Vallée du Rhône. Classé en site Natura 2000, Zone de protection spéciale (ZPS) code FR9312015[9] ;
- Site inscrit no 93/13060 date de procédure 8 juin 1967, fiche plan du 4 juin 2010. Abords du champ de fouilles de Saint-Blaise[10] ;
- Réseau Natura 2000.
- depuis le 6 mars 2020, l'étang est bordé par la réserve naturelle régionale du Pourra - Domaine du Ranquet.